# Micheline Gary
Pour les articles homonymes, voir Gary.
Christiane Micheline Guary dite Micheline Gary, née le 1er octobre 1925 à Mimbaste dans les Landes et morte le 25 décembre 2022 dans le 9e arrondissement de Paris, est une actrice française.

## Biographie
Micheline Gary met un terme à sa carrière peu après son mariage avec Paul Meurisse, le 5 juillet 1960 à Paris 7e.

## Filmographie

### Cinéma
- 1947 : Les Aventures de Casanova de Jean Boyer : Consuela
- 1951 : Mammy de Jean Stelli : Lucette
- 1952 : Nez de cuir de Yves Allégret : Une paysanne
- 1952 : Coiffeur pour dames de Jean Boyer : Une invitée
- 1952 : Douze Heures de bonheur de Gilles Grangier
- 1952 : Le Fruit défendu d'Henri Verneuil : Léa
- 1953 : Les Amants de minuit de Roger Richebé : Monique
- 1953 : Les amours finissent à l'aube d'Henri Calef : Charlotte
- 1953 : Horizons sans fin de Jean Dréville
- 1954 : Quai des blondes de Paul Cadéac : La secrétaire
- 1954 : Le grand pavois de Jacques Pinoteau : Françoise Aubry
- 1954 : Le Mouton à cinq pattes d'Henri Verneuil : L'hôtesse de l'institut de beauté
- 1954 : Madame du Barry de Christian-Jaque : Une fille
- 1954 : Obsession de Jean Delannoy : Irène
- 1954 : La Belle Otero de Richard Pottier : Eglantine
- 1954 : Ali Baba et les 40 voleurs de Jacques Becker
- 1955 : Fantaisie d'un jour de Pierre Cardinal : Monique de Cédillon
- 1955 : Escale à Orly de Jean Dréville : Geneviève
- 1955 : Le Fils de Caroline chérie de Jean-Devaivre : Conchita d'Aranda
- 1955 : Le Couteau sous la gorge de Jacques Séverac : Simone Hourtin
- 1956 : Paris Canaille de Pierre Gaspard-Huit : Une pensionnaire
- 1957 : Élisa de Roger Richebé : Gobe Lune
- 1957 : Œil pour Œil d'André Cayatte : La femme de l'automobiliste
- 1958 : Sans famille d'André Michel : Une lavandière
- 1958 : Sérénade au Texas de Richard Pottier : Denise
- 1959 : Cigarettes, whisky et p'tites pépées de Maurice Régamey
- 1959 : La Valse du Gorille de Bernard Borderie : la blonde
- 1959 : Un témoin dans la ville d'Édouard Molinaro : Une cliente brune de Lambert
- 1959 : Le Déjeuner sur l'herbe de Jean Renoir : Madeleine
- 1960 : La Millième Fenêtre de Robert Ménégoz
- 1961 : Le Président d'Henri Verneuil

### Télévision
- 1955 : Chasse au crime (série télévisée) : Giselle
- 1955 : Captain Gallant of the Foreign Legion (série télévisée) : Jeannine
- 1957 : Le quadrille des diamants (Téléfilm)
- 1959 : En votre âme et conscience (Émission judiciaire - L'affaire Danval) : Mme Krétly
- 1959 : Le Testament du docteur Cordelier (Téléfilm) : Marguerite
- 1960 : De fil en aiguille (Téléfilm) : Mme T.

## Théâtre
- 1947 : Le Misanthrope de Molière, mise en scène d'Aimé Clariond, Théâtre des Célestins
- 1947 : La Termitière de Bernard-Charles Miel, mise en scène d'Aimé Clariond, Théâtre des Célestins
- 1947 : Azraël de André Josset, mise en scène d'Aimé Clariond, Théâtre des Célestins
- 1947 : Le Carrosse du Saint-Sacrement de Prosper Mérimée, mise en scène d'Aimé Clariond, Théâtre des Célestins
- 1948 : Milmort de Paul Demasy, mise en scène d'Aimé Clariond, Théâtre des Célestins
- 1950 : Le Feu sur la terre de François Mauriac, mise en scène de Jean Vernier au Théâtre des Célestins
- 1950 : Monsieur de Saint-Obin de H. M. Harwood, mise en scène d'Aimé Clariond, Théâtre des Célestins
- 1952 : Zoé de Jean Marsan, mise en scène de Christian-Gérard, Comédie Wagram, Théâtre des Célestins
- 1955 : La lune est bleue d'Hugh Herbert, mise en scène de Jacques Charon, Théâtre Michel
- 1954 ou 1957 :  Adorable Julia de Marc-Gilbert Sauvajon mise en scène de Jean Wall